# Clubiona mutilata
Clubiona mutilata là một loài nhện trong họ Clubionidae.
Loài này thuộc chi Clubiona. Clubiona mutilata được Friedrich Wilhelm Bösenberg & Embrik Strand miêu tả năm 1906.